# Pro Pinball: The Web
Pro Pinball: The Web (o simplemente Pro Pinball en Norteamérica) es un videojuego de acción desarrollado por Cunning Developments para las plataformas PlayStation, MS-DOS y Sega Saturn. Es el primer juego de la serie Pro Pinball.

## Gráficos
Pro Pinball: The Web utiliza gráficos prerenderizados de un intrincado modelo 3D. En consecuencia, el juego tiene capacidades gráficas superiores a otros juegos de pinball populares de la época, mientras se jugaba a toda velocidad en MS-DOS. The Web admite resoluciones de pantalla de hasta 1024x768 con 32.768 colores y cuenta con pistas de audio Red Book CD-DA.

## Jugabilidad
Pro Pinball: The Web es un simulador de pinball en el que los jugadores operan una mesa de pinball virtual. Los jugadores pueden ganar puntos extra haciendo combos, es decir, realizando un movimiento dos veces seguidas. Golpear objetivos en el otro extremo de la mesa, activa las misiones del juego, en las que el jugador debe golpear rampas o defensas iluminadas para ganar puntos bonus. Completar una misión da como resultado una gran bonificación de puntos.

## Recepción
Las versiones de PlayStation y Saturn recibieron críticas favorables por parte del público, y críticas mixtas por parte de los críticos. Mientras que los críticos elogiaron los gráficos y la física realistas del pinball y la amplia variedad de oportunidades de puntuación, ellos criticaron las muestras de voz y la ausencia de una vista directamente desde arriba. Algunos también concluyeron que con una sola mesa, el juego envejecería muy rápido, aunque un crítico de Next Generation comentó: "Si bien muchos desarrolladores han intentado sorprender a los jugadores con varias mesas, Empire fue por el otro lado, dándole al jugador una mesa, pero haciéndolo correcto." Jeff Gerstmann de GameSpot concluyó que "es una simulación convincente de pinball, pero se queda corta en comparación con otros videojuegos de pinball". Rob Allsetter de Sega Saturn Magazine evaluó que "en general, esta es una interpretación bastante decente del juego en sí, decepcionada solo por la exclusión de una mesa diferente para variar un poco la acción", y Dan Hsu de Electronic Gaming Monthly dijo: "Es una gran placa, pero envejecerá muy rápido".
Al revisar la versión para PC, Tim Soete elogió mucho el realismo del juego y resumió que "sus gráficos de alta resolución y la verdadera física de la mesa se combinan para convertirlo en uno de los títulos de pinball más inmersivos que existen".
The Web fue nombrado el 64.º mejor juego de computadora de la historia por PC Gamer UK en 1997. Los editores escribieron: "Nada más se ha acercado a Pro Pinball, es una física absolutamente convincente y una presentación elegante".